# Decade 1994-2004
Decade 1994-2004 è un album di raccolta del rapper statunitense AZ, pubblicato nel 2004.
La compilation comprende brani prodotti da L.E.S., Nas, AZ, RZA, Trackmasters, Dave Atkinson, Pete Rock, Erick Sermon, Dr. Dre, DR Period e Buckwild. Oltre all'ospite principale, Nas, sono presenti anche Raekwon, Nature, Cormega, RZA, Mary J. Blige, Ma$e, Common e il supergruppo The Firm.

## Tracce
Disco 1
1. Life's a Bitch (featuring Nas) – 2:44 – L.E.S., Nas
2. Sugar Hill – 2:49 – L.E.S.
3. Your World Don't Stop (Original Version) – 3:14 – Spunk Bigga
4. Uncut Raw – 2:46 – Loose
5. Doe or Die (Remix (featuring Raekwon)) – 1:48 – RZA
6. Mo Money, Mo Murder (featuring Nas) – 4:15 – DR Period
7. Sosa – 2:01 – Trackmasters
8. Payback – 3:04 – Goldfinga & Gucci Jones
9. How Ya Livin' (featuring Nas) – 3:47 – L.E.S.
10. The Birth (featuring RZA) – 3:03 – RZA
11. Love Is Love (featuring Nature) – 4:37 – Goldfinga, Gucci Jones & AZ
12. Affirmative Action (featuring The Firm) – 3:59 – Dave Atkinson, Trackmasters
13. Affirmative Action (Remix (featuring The Firm)) – 3:45 – Dave Atkinson, Trackmasters
14. Firm Biz (Remix (featuring The Firm & Mary J. Blige)) – 4:26 – L.E.S.
15. Phone Tap (featuring The Firm) – 3:05 – Dr. Dre, Chris "The Glove" Taylor
16. Hey AZ (Trackmasters) – 4:03 – feat Coko delle SWV
17. Problems – 4:02 – Chop D.I.E.S.E.L.
18. At Night – 3:50 – Chop D.I.E.S.E.L.
19. Let Us Toast – 2:45 – Mahogany Music
20. I Don't Give a Fuck – 3:33 – Chop D.I.E.S.E.L.
21. I'm Back – 1:36 – Buckwild
22. Hustler – 1:17 – Chop D.I.E.S.E.L.
23. Paradise – 2:34 – Miller Time
24. The Flyest (featuring Nas) – 3:51 – L.E.S
25. Essence (featuring Nas) – 2:58 – Baby Paul

Disco 2
1. Thoro – 1:31
2. Final Call – 4:11
3. Magic Hour (featuring C.L. Smooth) – 3:02 – Tone Mason
4. Hold No Grudge – 3:33
5. I'm Your Man – 3:03
6. Side to Side – 3:53
7. We Gone Make It Right (featuring Ma$e) – 3:23
8. Sunshine – 3:49
9. Everything Is Everything (featuring Nas) – 4:37 – DJ Eddie F, Darren Lighty
10. Platinum Bars – 0:50
11. Time (featuring Nas & Nature) – 3:56 – Dr. Dre
12. Life Goes On (featuring Common, Allure & Case) – 3:52
13. It's Yours (Remix) – 4:02
14. Enjoy Yourself – 3:52
15. Redemption (featuring Cormega) – 3:22 – Emile
16. Gangsta Shit (featuring Doo Wop) – 4:20
17. Fan Mail – 3:20 – Miller Time
18. I'm Ready (featuring Trav) – 4:05
19. Let Me Know – 3:42
20. Stretch Armstrong Freestyle – 1:37
21. Gimme Yours (Remix) – 2:59 – Erick Sermon
22. Rather Unique – 4:38 – Pete Rock